# Cymbasoma malaquini
Cymbasoma malaquini is een eenoogkreeftjessoort uit de familie van de Monstrillidae. De wetenschappelijke naam van de soort is voor het eerst geldig gepubliceerd in 1914 door Caullery & Mesnil.